# Nestlé tötet Babys
Die Broschüre Nestlé tötet Babys aus dem Jahr 1974 ist die deutschsprachige abgeänderte Übersetzung des Berichts von Mike Muller The Baby Killer, der im selben Jahr von der englischen Hilfsorganisation War on Want herausgegeben wurde. Der Report war Teil einer internationalen Kampagne von Entwicklungshilfe-Gruppen, mit der über schädliche Folgen von künstlicher Säuglingsnahrung in Entwicklungsländern aufgeklärt werden sollte, und richtete sich gezielt gegen Nestlé, den weltgrößten, in der Schweiz ansässigen Hersteller von Babynahrung.
Die Broschüre wurde in der Schweiz durch die Arbeitsgruppe Dritte Welt Bern (AgDW) herausgegeben. Die AgDW entstand 1969 als Zusammenschluss der Arbeitsgruppe Kirche und Gesellschaft der evangelischen Universitätsgemeinde und der Gruppe Focus, einer politisch aktiven Gruppe von Theologiestudenten. Kopf der Arbeitsgruppe war Rudolf Strahm.

## Vorgeschichte
Die Verabreichung von künstlicher Babynahrung wurde bereits in den Jahren zuvor von wissenschaftlicher Seite kritisiert und 1969 auf der United Nations Protein Advisory Group (PAG) zur Sprache gebracht. In der Kritik stand das Marketing von Firmen: “There is alarming evidence that the sales of infant formula is leading directly to the infant deaths, and that the formula industry’s promotional practices are primarily to blame.” (deutsch: „Es gibt alarmierende Beweise dafür, dass der Verkauf von Säuglingsnahrung direkt zum Tod von Säuglingen führt und dass die Werbepraktiken der Säuglingsnahrungsindustrie hauptsächlich dafür verantwortlich sind.“) 1973 erschien der Artikel The Baby Food Tragedy im internationalen Monatsmagazin New Internationalist. Er beinhaltete ein Interview mit Ärzten, die die Marketingaktivitäten von Firmen anprangerten und Nestlé als besonders aggressiv beschrieben.

## Gegenstand der Broschüre
Gegenstand der Broschüre Nestlé tötet Babys waren Milchersatz-Produkte, mit denen Nestlé „die Säuglings-Sterblichkeit in den Entwicklungsländern wirksam bekämpft“ haben wollte. Die Ersatzprodukte bewirken aber laut AgDW das Gegenteil. Es wurde Nestlé vorgeworfen, durch irreführende Werbung Mütter zu veranlassen, ihre Babys, anstatt sie zu stillen, mit künstlicher Nahrung zu versorgen. Internationale Hilfsorganisationen hatten herausgefunden, dass vor allem für das Nestlé-Produkt Lactogen bei Müttern in der Dritten Welt auch dann geworben wurde, wenn sie selbst stillen konnten. Zu den Werbemitteln, mit denen Mütter dazu gebracht werden sollten, ihren Säuglingen statt der Brust die Flasche zu geben, zählten Radiowerbung, Plakate, aber auch speziell geschulte „Milch-Schwestern“. Dabei handelte es sich um Angestellte des Konzerns, die sich wie Krankenschwestern kleideten. Sie partizipierten prozentual am Umsatz.
Nicht berücksichtigt wurden, gemäß einer Analyse des englischen Journalisten Mike Muller von 1974, das oftmals fehlende Geld, das Wissen um den Umgang mit künstlicher Babynahrung sowie die fehlende Kücheneinrichtung, um eine ungefährliche, hygienische Flaschennahrung zubereiten zu können. Die Kosten für Brennstoffe verhinderten oft eine ausreichende Sterilisierung der Babyflaschen, der Preis des Pulvers führte zu einer übermäßigen Verdünnung. So entstehe „eine meist tödliche Kombination aus Diarrhöe, Marasmus und oraler Moniliasis.“ Hinzu kamen Dysenterie und Unterernährung.

## Auseinandersetzungen vor Gericht
Am 2. Juni 1974 verklagte Nestlé die Arbeitsgruppe Dritte Welt Bern wegen übler Nachrede. Es kam zu einem Strafprozess am Obergericht des Kantons Bern. Der Titel der Broschüre war ein weiterer Grund für die am 2. Juli 1974 durch Nestlé bei einem kantonalbernischen Gericht eingereichte Strafanzeige wegen Ehrverletzung gegen unbekannt.
Die Arbeitsgruppe Dritte Welt Bern wurde durch zwei Verteidiger vertreten; einer der Anwälte war der spätere Bundesrat Moritz Leuenberger.
1976 wurden die Mitglieder der Gruppe wegen übler Nachrede im Titel der Broschüre zu einer Geldbuße in Höhe von je 300 Schweizer Franken verurteilt. Doch alle inhaltlichen Vorwürfe gegen Nestlé erklärte das Gericht für zulässig. Das Urteil fällte der Schweizer Richter Jürg Sollberger. Er erteilte dem Konzern die Empfehlung, „seine Werbemethoden in den Entwicklungsländern von Grund auf zu ändern.“ Nestlé müsse als unbestreitbar gelten lassen, dass die Methoden beim Verkauf von Babynahrung in der Dritten Welt „unethisch und unmoralisch“ seien, „den Tod oder bleibende geistige und körperliche Schäden Tausender von Kindern verursachen“, Mütter irreführten, indem „als Krankenschwestern getarnte“ Verkäuferinnen dem Babymilchgeschäft „einen wissenschaftlichen Anstrich geben.“
Als Anpassung auf die im Report The Baby Killer geäußerte Kritik verwies Nestlé seit 1974 wieder auf die Vorzüge des Stillens und stellte 1974 den Einsatz von „Milch-Krankenschwestern“ in einigen Ländern ein.

## Folgen – Nestlé-Boykott und internationale Übereinkommen
Die Vorkommnisse rund um den The Baby Killer Report mündeten seitens der Kritiker in der Gründung der Infant Formula Action Coalition (INFACT, heute Corporate Accountability International), die am 4. Juli 1977 einen Boykott gegen Nestlé aussprach. 1979 rief die Weltgesundheitsorganisation WHO zu einer Anhörung. Bei dem Treffen wurde das International Baby Food Action Network (IBFAN) gegründet. 1981 wurde der Internationale Kodex für die Vermarktung von Muttermilchersatzprodukten durch die Weltgesundheitsversammlung (WHA) veröffentlicht. Er verpflichtet die Anbieter von Babynahrung zur Unterlassung von irreführender Werbung und weiteren Marketing-Maßnahmen. Im selben Jahr entstand in Deutschland die Aktionsgruppe Babynahrung. 1998 wurde das IBFAN mit dem Right Livelihood Award (Alternativer Nobelpreis) ausgezeichnet.
Die Kampagne wird heute in der Konsumsoziologie als Beispiel angeführt, „dass soziale Bewegungen auf breiter Basis gegenüber Transnationalen Konzernen und Grossbanken intervenieren können.“

## Textausgaben
- Arbeitsgruppe Dritte Welt Bern. Nestlé tötet Babys: Ursachen und Folgen der Verbreitung künstlicher Säuglingsnahrung in der Dritten Welt. Bern, 1974. OCLC 885081359
- Spanischübersetzung der Arbeitsgruppe Dritte Welt Bern: El asesino de bebés. AG3W, Bern. OCLC 778022870
- Originalversion: War on Want: The Baby Killer. OCLC 500693897
- Französischübersetzung der Déclaration de Berne: Le tueur de bébés. Lausanne. OCLC 496651020
- Italienischübersetzung der Dichiarazione di Berna: L’uccisore di bambini. Lugano. Swissbib

## Film
- Peter Krieg: Flaschenkinder. Dokumentarfilm. 26 min, 1975, Silbermedaille International Festival Science & Technology, Tokyo 1976